# Germán Mera
Pour les articles homonymes, voir Mera.
Germán Mera est un footballeur colombien né le 5 mars 1990 à Cali. Il évolue au poste de défenseur central.

## Biographie
Germán Mera naît et grandit à Cali. Il intègre le grand club de la ville : le Deportivo Cali. Devenu professionnel à 18 ans, il est prêté à différents clubs colombiens de second plan pour s'aguerrir.
Le 6 mai 2013, il est prêté aux Rapids du Colorado pour le reste de la saison. Il dispute 14 match en MLS et en US Open Cup avec le club de Denver.

## Palmarès
- Categoría Primera A en 2015
- Superliga Colombiana en 2014

- Championnat de Belgique D2 : 
  - Champion : 2019
- Coupe de Belgique
  - Vainqueur : 2019